# Трговина децом
Трговина децом спада у један од облика трговине људима као вид кршења основних људских права на слободу ради различитих врста експлоатација у циљу остваривања користи других особа. Дете означава било коју особу млађу од 18 година, према Протоколу за превенцију, сузбијање и кажњавање трговине људским бићима нарочито женама и децом.

## Радна експлоатација
Радна експлоатација подразумева прекомеран физички или умни рад деце који није намењен њиховом узрасту, посматра се као злоупотреба дечијег рада и њихово искоришћавање. Један је од видова најчешће дечије експлоатације. Деца су четири пута више регрутована за радну него за сексуалну експлоатацију.
Милиони деце широм света су жртве радне екплоатације која погубно утиче на њихово детињство, здравље и образовање. Према подацима Светске Банке више од 168 милиона деце узраста од 5 до 17 година се убраја у дечију радну снагу. 
Закон о раду у Србији наводи да дете може легално да заснује радни однос само уколико је старије од 15 година уз сагласност родитеља, усвојиоца или старатеља с тим да радна активност не угрожава његово ментално, физичко стање или могућност образовања. На основу информација Међународне организације рада око 150 милиона деце у свету ради у опасним условима.

## Сексуална експлоатација
Сексуална експлоатација деце посматра се као акт искоришћавања малолетних особа најчешће у циљу дечије проституције или порнографије. Дечија проституција је присиљавање деце на пружање сексуалних услуга за новац или неку другу материјалну надокнаду. Дечија порнографија је приморавање детета да учествује у порнографским и сексуалним активностима. Такође подразумева и производњу, поседовање, дистрибуцију и пренос дечије порнографије.
Могући знакови да је дете жртва било ког вида експлоатације су: често избегавање школе праћена нелогичним објашњењима; избегавање пријатеља, породице и повлачење у себе; нагла промена одевања; емоционална нестабилност; депресија; тајанственост, страх, губитак апетита, поремећај сна, психосоматски поремећаји, раздражљивост, агресија...
Кривични законик Републике Србије кажњава трговину људима у циљу сексуалне или било које друге експлоатације затворском казном између три и 15 година.

## Илегално усвајање
Илегално усвајање деце подразумева свако усвајање које је у супротности са законима и прописима које спроводи Центар за социјални рад Републике Србије. Легално усвојење је збрињавање детета које из одређених разлога нема биолошке родитеље или старатеље, стога ступа у ново породично окружење, овај поступак праћен је службама које имају надлежност за реализацију усвајања деце. Циљ је максимална заштита дечијег интереса. У случају илегалног усвајања интереси детета су повређени. Чак и у случају да се нелегални усвојитељи остваре у улози родитеља и уколико се између њих и детета оствари родитељски однос, а да притом нису испоштовани закони и прописи о усвајању деце, усвајање се сматра кривичним делом трговине људима али у некомерцијалне сврхе. У многим случајевима, илегално усвојење, доводи до других видова даље експлоатације деце. 

## Принудни бракови
Принудни бракови су чешће присутни у крајевима где је овај вид трговине децом годинама традиција. Девојчице и дечаци се продају ради принудног склапања бракова у циљу стицања богатства или екплоатације на било који начин. Принуда на склапање бракова у Србији третира се као трговина људима без обзира на намену 'продавца'. Постоје различити ставови поводом принудног склапања бракова, али ово свакако треба сматрати кривичним делом, с обзиром на то да је ова заједница склопљена без претходног познавања или пристанка девојчице/дечака и најчешће је жртва касније експлоатисана на разне начине. На основу Породичног закона Репиблике Србије брак је законом уређена заједница између супружника уз њихов обострани пристанак и међусобну равноправност. Подразумева се да у брачну заједницу може да ступи особа која је навршила најмање 18 година.

## Принудно просјачење
Принудно просјачење представља приморавање деце да на разне начине изнуђују новац од других људи на улици. У ове сврхе често се користе деца јер је њима лако манипулисати од стране организатора овог криминалног акта, са друге стране овакав вид организованог криминала доноси 'власницима' деце велику количину новца свакодневно. За присилно просјачење се користе и бебе, све у циљу прикупљања што више новца. Деца су приморана да раде овакве послове у супротном ће бити физички злостављана, застрашивана, изгладњивана... За принудно просјачење искоришћавају се и особе са инвалидитетом. 
Полицијски подаци говоре да децом најчешче тргују њихови познаници, а од тога родитељи 16%, дечко 13%, пријатељи 7%, непозната лица 7% и рођаци 6%.

## Трговина органима
Трговина органима подразумева кривично дело које обухвата куповину односно продају људских органа. Овај поступак се односи на отмицу одраслих и деце, узимање њихових делова тела и органа у нехуманим условима и продавање истих на црном тржишту органа ради даље трансплантације. 
Отмице људи ради узимања и трговне органима најчешће се дешавају у ратним условима. Најпознатији случај рговине органима у Европи је случај Трговина људским органима на Косову и Метохији.
Пресађивање људских органа је дозвољено само и искључиво у здравствено прописаним условима уколико је то из медицинских разлога оправдано, под вођством специјализованих лекара који су обучени за трансплантацију органа. Даривање органа се врши добровољно и било каква новчана накнада је забрањена. Сваки вид који није у складу са Законом о пресађивању органа сматра се кривичним делом.

## Подршка жртвама трговине децом
Након претрпљене трауме које је дете преживело, потребно је пружити му максималну подршку у процесу психичког и физичког опоравка. Пре свега треба обратити пажњу на његове основне потребе као што су храна, сан, здравље. Дете мора да поново осети емоционалну сигурност и стабилност у виду показивања љубави, брижности, заштите... Обезбеђење подршке деци која су жртве трговине људима је у надлежности Центра за социјални рад и Центра за заштиту жртава трговине људима. На основу неколико основних корака они морају да деци пруже стручну помоћ, осигурају безбедност, информишу децу о целокупној ситуацији као и тим сарадника који ће на професионалан начин омогућити деци што ефикаснији опоравак.